# Sören Börjesson
Sören Börjesson, właśc. Lennart Sören Börjesson (ur. 14 marca 1956 w Askim, zm. 26 września 2024) – szwedzki piłkarz występujący na pozycji pomocnika lub napastnika oraz trener. Bratanek innego piłkarza, Rune Börjessona.
W barwach Örgryte IS i Djurgårdens IF rozegrał łącznie 178 spotkań i zdobył 55 bramek w Allsvenskan. Wraz z Örgryte wywalczył mistrzostwo Szwecji w 1985. W sezonie 1985 został też królem strzelców Allsvenskan (10 goli), współdzieląc koronę z Peterem Karlssonem i Billym Lansdowne’em.
W reprezentacji Szwecji zadebiutował 23 września 1981 w przegranym 1:2 towarzyskim meczu z Grecją. W latach 1981–1983 w drużynie narodowej rozegrał pięć spotkań.